# Trudolub
Trudolub (ukr. Трудолюб) – wieś na Ukrainie, w obwodzie połtawskim, w rejonie myrhorodzkim, w hromadzie Myrhorod. W 2001 liczyła 517 mieszkańców, spośród których 508 wskazało jako ojczysty język ukraiński, a 9 rosyjski.